# Агроэко
АГРОЭКО (Группа компаний «АГРОЭКО») — российский агропромышленный холдинг. Входит в топ-5 производителей свинины.
Производство полного цикла расположено в Воронежской и Тульской областях.

## История
Компания «АГРОЭКО» создана в 2009 году.
В 2010—2013 гг. строятся свиноводческие комплексы, ведётся поставка племенных животных, запускается процесс промышленного производства свинины.
В 2014 г. введён в строй первый комбикормовой завод и элеватор.
В 2015 г. в Воронеже открыт завод по производству комбикормов. По итогам 2015 года группа компаний «АГРОЭКО» с результатом в 55,25 тыс. тонн свинины поднялась с 20-го на 14-е место в рейтинге крупнейших производителей свинины в РФ, следует из ежегодного исследования Национального союза свиноводов.
В 2016 г. в структуре холдинга заработал первый племенной репродуктор.
В 2017 г. открыт собственный селекционно-генетический центр.
В 2018 г. введён в эксплуатацию элеватор в Павловском районе Воронежской области.
В 2019 г. На комбикормовом заводе группы компаний «АГРОЭКО» в Павловском районе Воронежской области запущена новая линия по производству специальных кормов для поросят.

В 2020 г. компания запустила в Бобровском районе Воронежской области две площадки селекционно-генетического центра. 

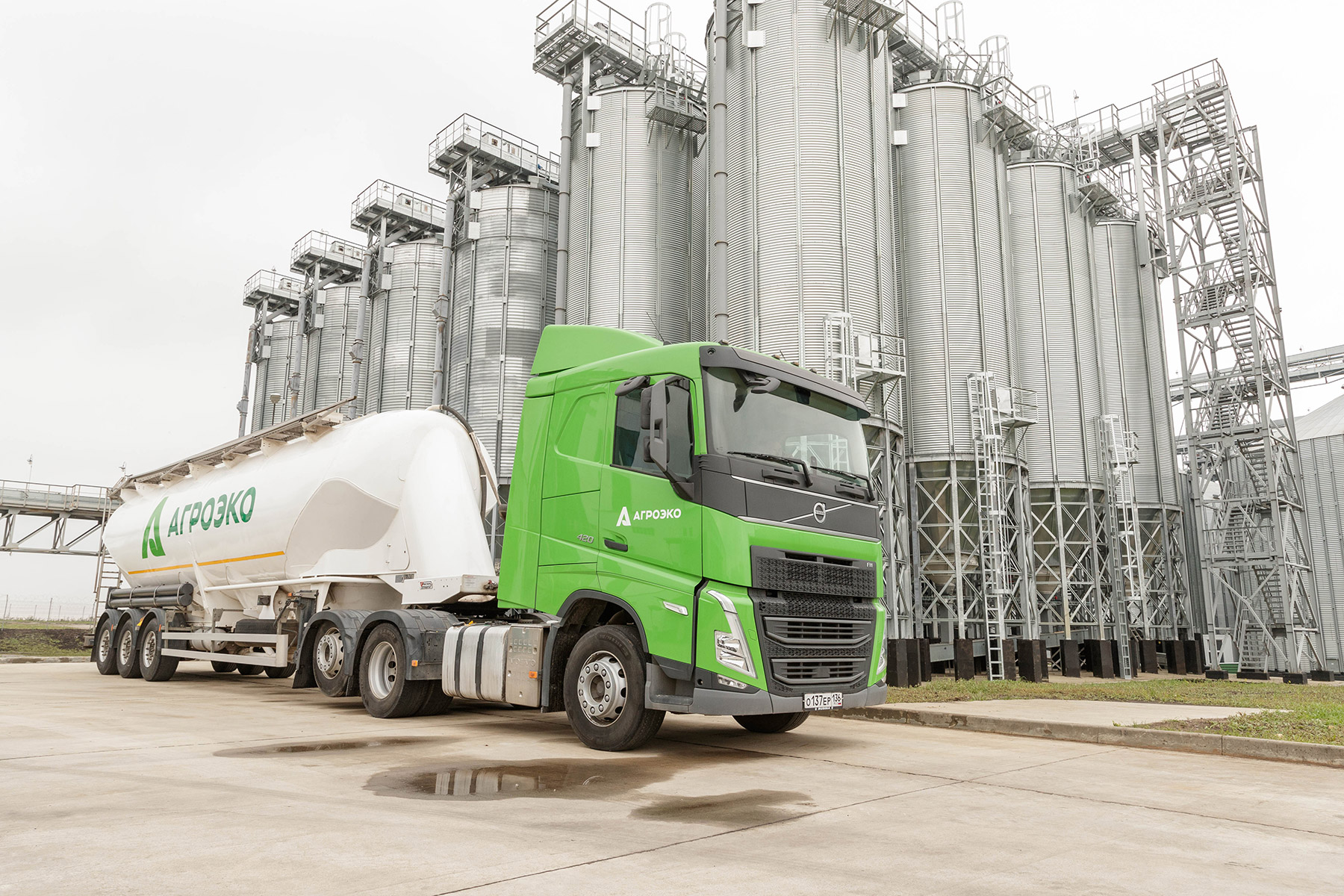
Комбикормовоз ГК «АГРОЭКО» на фоне зерновых элеваторов. Куркинский район, Тульская область.

В Тульской области заработал третий комбикормовой завод. Строится собственное мясоперерабатывающее предприятие мощностью 3,8 млн голов в год.
В 2021 г. введены в эксплуатацию новые крупные свинокомплексы «Колос» и «Гороховский». Произведён технический запуск первой очереди мясоперерабатывающего завода и цеха термической обработки. По итогам года компания поднялась с 8 на 5 место в списке крупнейших производителей свинины в РФ. В списке крупнейших производителей комбикормов компания заняла 9 строчку.
В 2022 г. мощности по производству комбикормов превысили 1 млн тонн. Введены в эксплуатацию новые свинокомплексы, за счёт увеличения объёмов производства компания поднялась на 4 строчку в списке крупнейших производителей свинины в РФ.
В 2023 году воронежские филиалы компании потеряли 125 000 голов свиней из-за африканской чумы свиней. В причинении ущерба филиалы обвинили дочерние компании конкурирующего холдинга «Русмит», предъявив иск на 4,5 млрд рублей. В сентябре 2024 года «Русмит» вошел в состав «Агроэко».
В 2024 году компания начала экспорт свинины в Сербию, также в декабре прошли первые поставки в Индию, а в августе — в Республику Конго.

## Деятельность
Производственная цепочка включает все этапы от изготовления комбикормов из собственного зернового сырья до выращивания животных и переработки свинины. ГК входит в топ-10 производителей комбикормов.
По данным Национального Союза Свиноводов за 2022 год, группа компаний «АГРОЭКО» занимает 4 место в России по промышленному производству свинины и 9 место по производству комбикормов.
Объёмы производства в холдинге в 2022 году:
322 тыс. тонн — производство свинины.
914 тыс. тонн — производство кормов.
По состоянию на конец 2024 года в составе холдинга работало 49 свиноводческих площадок, 2 селекционно-генетических центра, 5 комбикормовых завода, растениеводческий кластер, автотранспортные предприятия, молочная ферма, мясоперерабатывающее предприятие, сеть магазинов. В крупных агрокластерах построены жилые комплексы и общежития для проживания работников.

## Происшествия

#### Выявление африканской чумы свиней
В октябре 2023 года на двух площадках компании «Агроэко» в Воронежской области выявлены случаи заражения африканской чумой свиней. 20 октября вирус был обнаружен на свиноводческих комплексах ООО «Агроэко-Воронеж», расположенном в Меловатском сельском поселении Калачеевского района, и ООО «Агроэко-Восток», находящемся примерно в пяти километрах к северо-востоку от этого же населенного пункта. Как сообщало издание «Коммерсант» этот инцидент был первым случаем выявления африканской чумы свиней в Воронежской области в 2023 году, а также первым подобным эпизодом на крупных местных предприятиях за последнее время.
Губернатором Воронежской области на три месяца, с 20 октября до 24 января, в радиусе 20 километров вокруг предприятий компании «Агроэко», на территории 42 населённых пунктов, среди которых был и город Калач, был введён карантин, а также запрет на убой и перемещение свиней, а также продуктов их переработки, и другие ограничения.
Позже, из-за выявленного заражения африканской чумой свиней по всей воронежской области был проведён забой скота. Основная часть ликвидированного поголовья пришлась на два свинокомплекса «Агроэко» – «Меловатский» и «Колос», на предприятиях группы компаний «Агроэко» было уничтожено 650 голов свиней, всего же из-за заражения в Воронежской области предприятия были вынуждены уничтожить около 120 000 голов свиней.

## Мраморная свинина
В 2023 г. «АГРОЭКО» является одним из двух крупных производителей, занимающихся в том числе производством мраморной свинины (отличается характерным рисунком жира на вырезке, получается путём специального откорма и содержания свиней определённых пород, правильным охлаждением туши). Для производства продукта на объектах компании разводится порода свиней Дюрок. Холдинг активно развивает селекционно-генетическую работу, являясь официальным представителем генетической линии DANISH GENETICS в России.

## Социальная ответственность
В 2016 году создан благотворительный фонд АГРОЭКО. По состоянию на 2022 год при участии фонда в Воронежской области была оказана помощь в ремонте и покупке оборудования для 50 школ и детских садов, а также 33 домов культуры, установлены 49 детских и спортивных площадок, поддержаны около 100 проектов территориального общественного самоуправления, поддержаны более 60 культурных и спортивных мероприятий для детей и молодежи.
В 2023 году было объявлено о создании совместно с Правительством Воронежской области «Центра профессиональных компетенций в сфере производства и переработки сельскохозяйственной продукции» в рамках федерального проекта «Профессионалитет». На финансирование этого проекта АГРОЭКО выделит 15 млн рублей. В кластер объединятся Павловский техникум, а также сельскохозяйственные колледжи из Россошанского, Бутурлиновского и Калачеевского района, которые готовят специалистов растениеводства и переработки растениеводческой продукции.